# Matka Królów
Matka Królów (traduzione letterale: La madre dei re) è un film del 1987 diretto da Janusz Zaorski e tratto dal romanzo omonimo di Kazimierz Brandys (1957). Nel 1988 il film è stato presentato al Festival internazionale del cinema di Berlino.

## Trama
Polonia, anni trenta. Dopo la morte del marito, Lucja Król dà alla luce il quarto figlio. La famiglia versa in condizioni di grande povertà, ma può contare sull'aiuto di Wiktor, un intellettuale comunista vicino di casa. L'uomo viene però arrestato, e Lucja deve barcamenarsi fra i problemi economici e la minaccia nazista, acuita dall'ardente fede comunista del figlio Klemens. Grazie all'impegno di Lucja, la famiglia supera la depressione e la seconda guerra mondiale. Ma un giorno Klemens viene arrestato, con l'accusa paradossale di essere stato un collaborazionista. Wiktor, nel frattempo divenuto un alto dirigente comunista, tenta invano di difenderlo. Klemens morirà in carcere. Lucja non verrà mai informata della morte del figlio.

## Produzione
Girato nel 1982, il film viene distribuito solo nel 1987 per motivi di censura.

## Critica
Lungo la strada, sulle note accorate di un pianoforte, il film trova un tono alto, severo e tragico. Non cerca la facile pietà del pubblico, ma lo invita a frugare nelle fodere della cronaca: asservimenti e viltà del nostro prossimo sono quasi più avvilenti in un contesto di microstoria, (nel nostro caso la carriera di un dirigente del partito fino a un certo punto protettore della protagonista), che ai livelli massimi. (...)  L'attrice Madga Teresa Woicik, luminosa per intensità e semplicità, è poco meno che sublime. (Tullio Kezich)

## Riconoscimenti
- 1988 - Festival di Berlino
  - Premio FIPRESCI - Menzione d'onore
  - Orso d'argento per il miglior contributo singolo a Janusz Zaorski